# 亚麻叶碱蓬
亚麻叶碱蓬（学名：Suaeda linifolia）是苋科碱蓬属的植物。分布于西伯利亚、欧洲、中亚以及中国大陆的新疆等地，常生于干草原、戈壁及强盐碱土荒漠，目前尚未由人工引种栽培。